# Sveučilište Libertas
Libertas je jedina privatna visokoobrazovna institucija u Republici Hrvatskoj koja polaznicima integrirano omogućuje stručno i sveučilišno obrazovanje.

Libertas međunarodno sveučilište najstarije je privatno sveučilište u Hrvatskoj. Sveučilište se razvilo iz Visoke poslovne škole Libertas u Zagrebu i DIU Libertas međunarodnog sveučilišta u Zagrebu i Dubrovniku kao dva visokoškolska učilišta koja su tijekom 2016. godine prerasla u sadašnju sveučilišnu instituciju. 
Libertas međunarodno sveučilište danas se sastoji od četiri fakulteta i Poslovne škole:
- Fakultet međunarodnih odnosa i diplomacije
- Fakultet međunarodnog poslovanja i ekonomije
- Fakultet zdravstvenih znanosti
- Fakultet za film i scenske umjetnosti
- Poslovna škola Libertas

Redovnim i izvanrednim studentima pruža se mogućnost izbora između 9 preddiplomskih, 6 diplomskih, 1 poslijediplomskog specijalističkog i 1 doktorskog studija. Na Libertasu dakle, postoji mogućnost studiranja od preddiplomske do doktorske razine obrazovanja što ne nudi niti jedna druga privatna visokoškolska institucija u Hrvatskoj. Tu su mogućnost do sada iskoristile tisuće studenata iz Hrvatske i 36 država sa svih kontinenata.
Nastava na Libertas međunarodnom sveučilištu izvodi se u Zagrebu, Dubrovniku i Kutini, s tim da se nastava u Dubrovniku izvodi na engleskom, a na ostalim lokacijama na hrvatskom jeziku.

### Fakultet međunarodnih odnosa i diplomacije
Na preddiplomskoj razini moguće je upisati: 
- Međunarodni odnosi

Na diplomskoj razini moguće je upisati: 
- Međunarodni odnosi i diplomacija

Na poslijediplomskoj razini moguće je upisati:
- Međunarodni odnosi, doktorski studij u suradnji sa Sveučilištem u Zadru

### Fakultet međunarodnog poslovanja i ekonomije
Na preddiplomskoj razini moguće je upisati: 
- Međunarodno poslovanje

Na diplomskoj razini moguće je upisati: 
- Poslovna ekonomija i globalizacija

### Fakultet zdravstvenih znanosti
Na preddiplomskoj razini moguće je upisati: 
- Fizioterapija

Na poslijediplomskoj razini moguće je upisati:
- Menadžment kvalitete u zdravstvu

### Fakultet za film i scenske umjestnosti
Na preddiplomskoj razini moguće je upisati: 
- Gluma

### Poslovna škola Libertas
Poslovna škola Libertas koja je osnovana 2004. godine i vodeća je visokoobrazovna institucija u području stručnih studija u Republici Hrvatskoj.
Stručni studiji se održavaju u Zagrebu i Kutini, a moguće je upisati sljedeće studijske grupe na preddiplomskoj razini:
- Turistički i hotelski menadžment
- Poslovna ekonomija
- Menadžment poslovne sigurnosti
- Menadžment športa i športskih djelatnosti
- Održivi razvoj i međunarodni odnosi

Na diplomskoj razini moguće je upisati:
- Turistički i hotelski menadžment
- Menadžment unutarnje i međunarodne trgovine
- Menadžment bankarstva, osiguranja i financija
- Održivi razvoj i međunarodni odnosi

Zahvaljujući jedinstvenoj strukturi Libertasa tu je primjerice moguće započeti preddiplomski stručni studij (stručni prvostupnik/ca struke) a završiti poslijediplomski sveučilišni doktorski studiji (dr. sc.).  
Na Libertasu se nastava provodi u malim grupama i znanje se usvaja kroz aktivni pristup aktualnim relevantnim temama. Studenti su ravnopravni sudionici u procesu obrazovanja, a ne pasivni promatrači koji reproduciraju tuđa znanja i spoznaje. Naglasak je na timskom radu, ali u isto vrijeme posebna pažnja posvećuje se individualnom pristupu svakom studentu, njegovim intelektualnim potrebama i afinitetima.
Najveća snaga Libertasa su vrhunski profesori koji posjeduju izvanredno akademsko i profesionalno iskustvo. Libertasova zajednica renomiranih međunarodnih znanstvenika uključuje profesore koji su predavali i predaju na Sveučilištu Harvard, Sveučilištu Princeton, Georgetown, London School of Economics, Sveučilištu u Sorbonni, Sveučilištu New York, Pravnom fakultetu Sveučilišta u Virginiji, i mnogim drugim vodećim obrazovnim institucijama u Europi, SAD-u i drugdje u svijetu, a također predstavljaju skupinu sastavljenu od aktualnih i bivših veleposlanika, ministara, eksperata s područja ekonomije, izvršnih direktora, stručnjaka s područja međunarodnog prava, generala, ravnatelja ustanova u kulturi, predstavnika Ujedinjenih naroda, OESS-a, MMF-a i drugih uglednih međunarodnih institucija. Ta kombinacija akademske izvrsnosti i bogatog iskustva osigurava našim programima uravnoteženost teorije i prakse.
Zbog svoje predanosti i izvanrednog izbora nastavnog osoblja, te usvajanjem najmodernijih metoda poučavanja, sveučilište obrazuje profesionalce koji su spremni preuzeti glavne uloge u diplomaciji, biznisu, turizmu i ugostiteljstvu, kazalištu, zdravstvenoj djelatnosti, sportskom menadžmentu i poslovnoj sigurnosti.